# Альберто Сантос-Дюмон
Альберто Сантос-Дюмон (порт. Alberto Santos-Dumont) (20 липня 1873 Мінас-Жерайс, Бразилія — 23 липня 1932 Гуаружа, Сан-Паулу, Бразилія) — один із ранніх піонерів авіації. Спадкоємець успішного кавового бізнесу, Сантос-Дюмон присвятив себе науці та дослідженням, тривалий час жив у Парижі.
Сантос-Дюмон розробив, побудував і випробував першу дійсно керовану повітряну кулю. Він також став першою людиною, яка довела, що систематичні контрольовані польоти можливі. Це «завоювання повітряної стихії», яке було підтверджено здобуттям Німецького призу (нім. Deutsch de la Meurthe) 19 жовтня 1901 року  політ навколо Ейфелевої вежі, зробив винахідника одним із найвідоміших людей світу початку XX століття. Також одним із досягнень Сантос-Дюмона у повітроплаванні став перший в Європі публічний політ на аероплані, який дістав назву 14-біс (англ. 14-bis) або (фр. Oiseau de proie — «хижа птиця»), 23 жовтня 1906 року в Парижі. Як вважають прихильники Сантос-Дюмона, 14-біс був першим літаком, що злетів і приземлився самостійно, тобто не використовував катапульт, сили вітру, рейок або інших пристосувань для запуску. На відміну від інших піонерів авіації того часу свої креслення винахідник не патентував, а надавав у суспільне користування. На батьківщині Сантос-Дюмона вважають «батьком авіації».

## Дитинство
Сантос-Дюмон народився на фермі Кабанга (порт. Cabangu) у бразильському місті Пальміра (нині — Сантос Дюмон, штат Мінас-Жерайс). Він виріс шостим з вісьми дітей подружжя Френсіс і Енріке дос Сантос-Дюмон. Його батько, француз за походженням, був інженером і широко використовував усі найновіші винаходи на своїй кавовій плантації плантації у штаті Сан-Паулу. Нововведення були настільки успішними, що дали сім'ї змогу стати дуже заможною.
Змалку Альберто був закоханий у техніку і ще дитиною навчився керувати локомотивом, який використовували на його сімейній плантації, довжина залізничних колій  якої перевищувала 96 км. Він також був прихильником Жюля Верна і прочитав усі його книги до свого десятого дня народження.
У своїй біографії винахідник писав про те, що мрія літати прийшла до нього після обіду на плантації, коли він дивився на чудове небо Бразилії. У 1888 році на французькій виставці в Сан-Паулу він вперше побачив політ на повітряній кулі.
Згідно зі звичаями багатьох родин того часу, після базового навчання вдома з приватними викладачами, включно зі своїми батьками, молодий Альберто продовжив освіту в середній школі «Colégio Culto à Ciência» у місті Кампінас, штат Сан-Паулу, Бразилія.

## Переїзд до Франції
У 1891 році батько Альберто потрапив в аварію, перевіряючи машини на плантації, — його паралізувало після падіння з коня. Після цього він вирішив продати плантацію й переїхати до Європи разом з дружиною та дітьми. У сімнадцять Сантос-Дюмон покинув престижну «Escola de Minas» в Ору-Прету (порт. Ouro Preto — «місто чорного золота») та разом із сім'єю переїхав у Париж. Там він продовжував дослідження в галузі фізики, хімії, механіки та електрики з приватним викладачем.

## Повітряні кулі та дирижаблі
Сантос-Дюмон вважав себе першим «повітряним спортсменом». Перші польоти він здійснював, наймаючи досвідченого льотчика, і був на повітряних кулях пасажиром. Невдовзі він почав літати самостійно, а згодом став проєктувати власні моделі повітряних куль. 2 вересня 1898 Сантос-Дюмон здійснив політ на першій повітряній кулі власної розробки, яка називалася «Brésil» («Бразилія»).
Після численних польотів на повітряних кулях він захопився проєктами дирижаблів, які активно снували повітрям, а не дрейфували за вітром. З 1898 до 1905 року Сантос-Дюмон здійснив 11 польотів на дирижаблях, які сам сконструював. Деякі з них були оснащені двигуном, інші приводились в рух педалями. Щоб виграти «Німецький приз», Сантос-Дюмон надумав побудувати великий дирижабль, який дістав назву SD № 5. 8 серпня 1901 року під час одного з польотів дирижабль втратив водень і почав спускатися прямо на дах готелю Трокадеро. Стався великий вибух. Сантос-Дюмон уникнув загибелі, повиснувши на гондолі з боку входу до готелю. Йому допомогли піднятися на дах неушкодженим.
Найбільшим досягненням винахідника у повітроплаванні став виграш «Німецького призу» (фр. Deutsch de la Meurthe). Для цього він мав пролетіти від парку Сен-Клод до Ейфелевої вежі і назад менше ніж за тридцять хвилин. Переможець призу мав підтримувати середню швидкість щодо землі не менше 22 км/год для того, щоб пролетіти відстань 11 км в обидва боки за відведений час.
19 жовтня 1901 після кількох спроб Сантос-Дюмон досяг поставленої мети на дирижаблі «Сантос-Дюмон № 6». Відразу після польоту спалахнули суперечки щодо введеного в останні хвилини правила, яке стосувалося точного визначення часу польоту. Був великий резонанс у пресі та громадські протести. Зрештою, після кількох днів обговорень, оргкомітет вручив Сантос-Дюмону приз і призовий фонд у 100 000 франків. Половину призових грошей винахідник пожертвував біднякам Парижа, а іншу — своїм працівникам як премію.

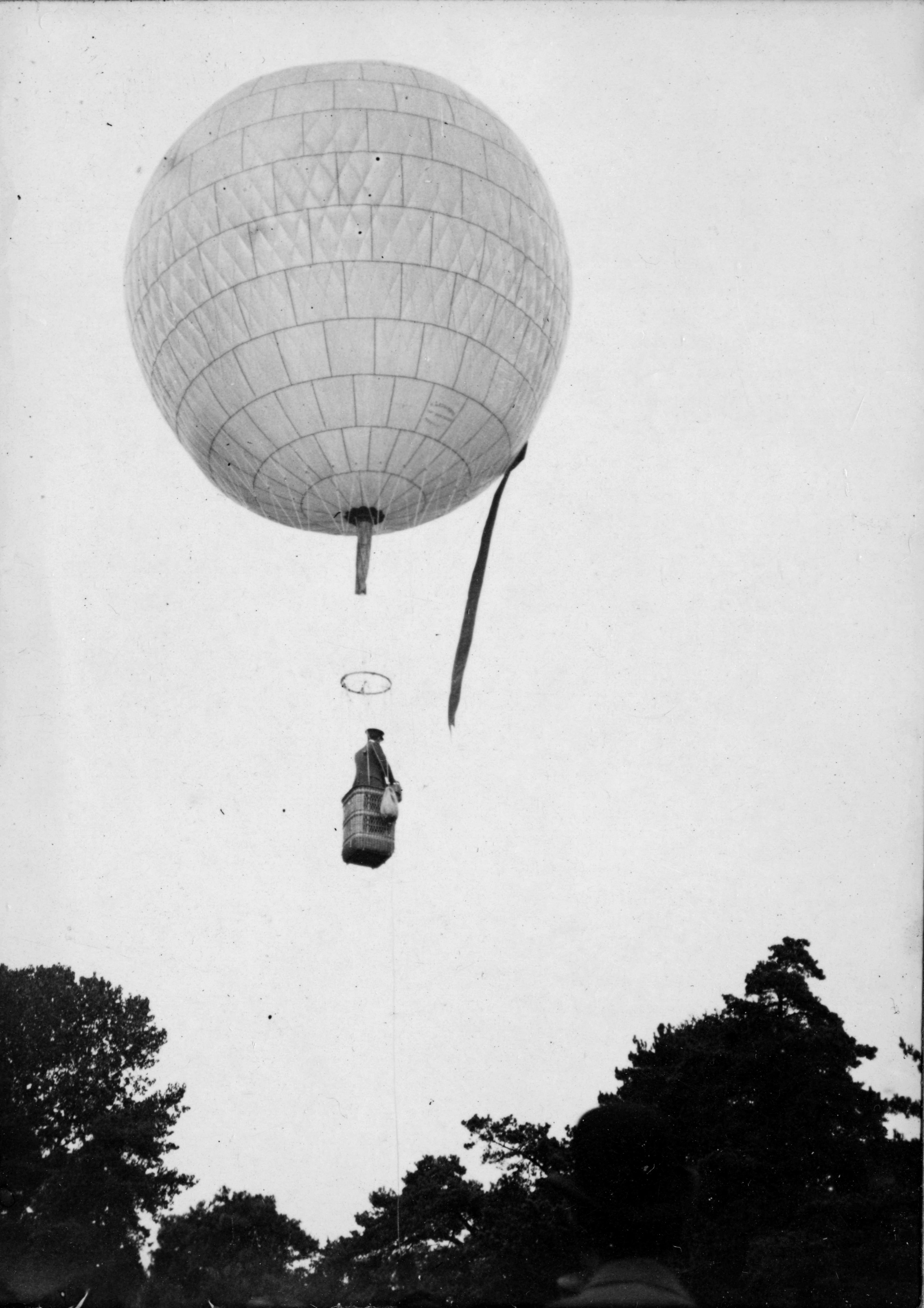
Повітряна куля «Brazil», 4 липня 1898
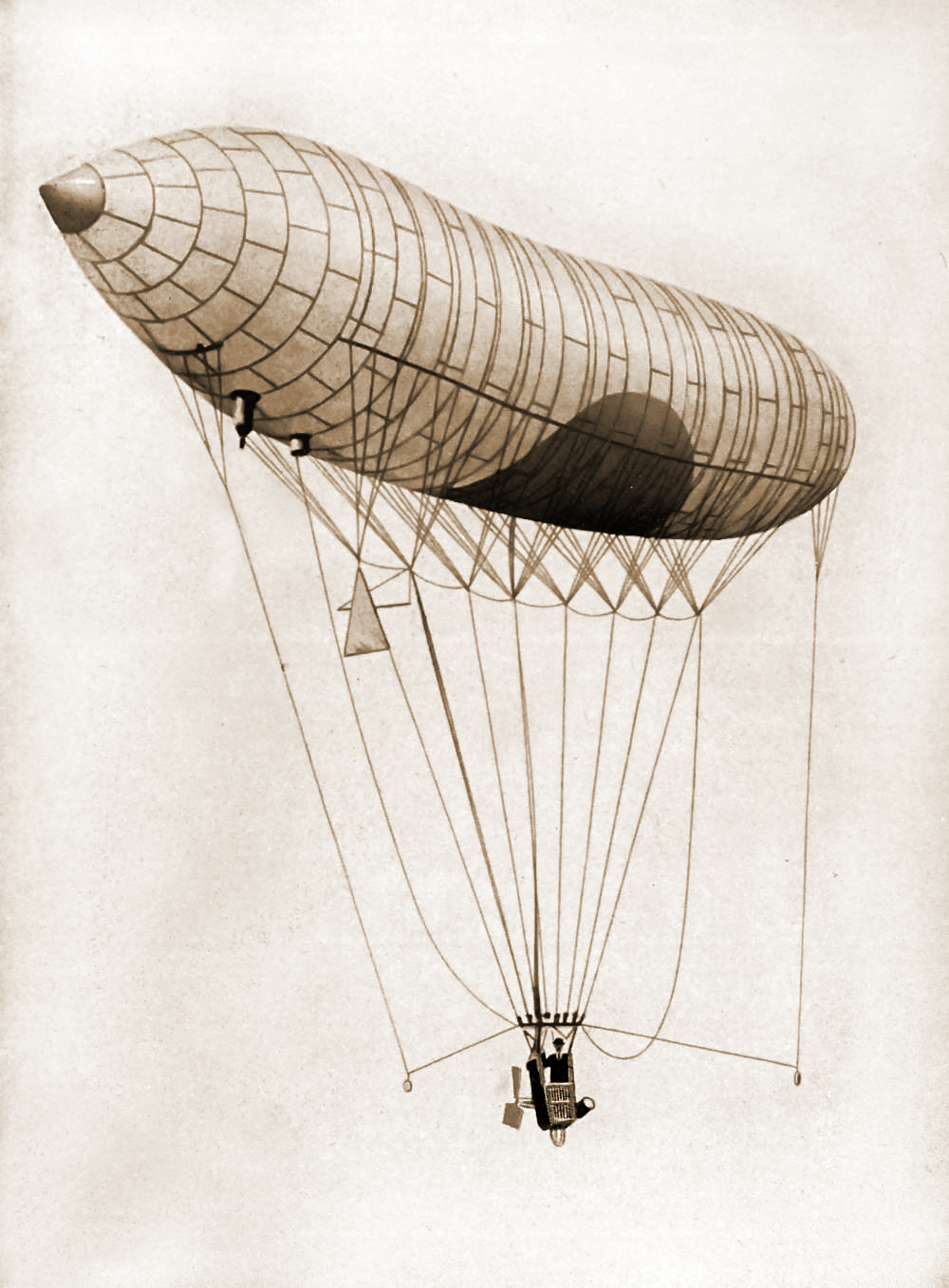
SD № 1, 20 вересня 1898
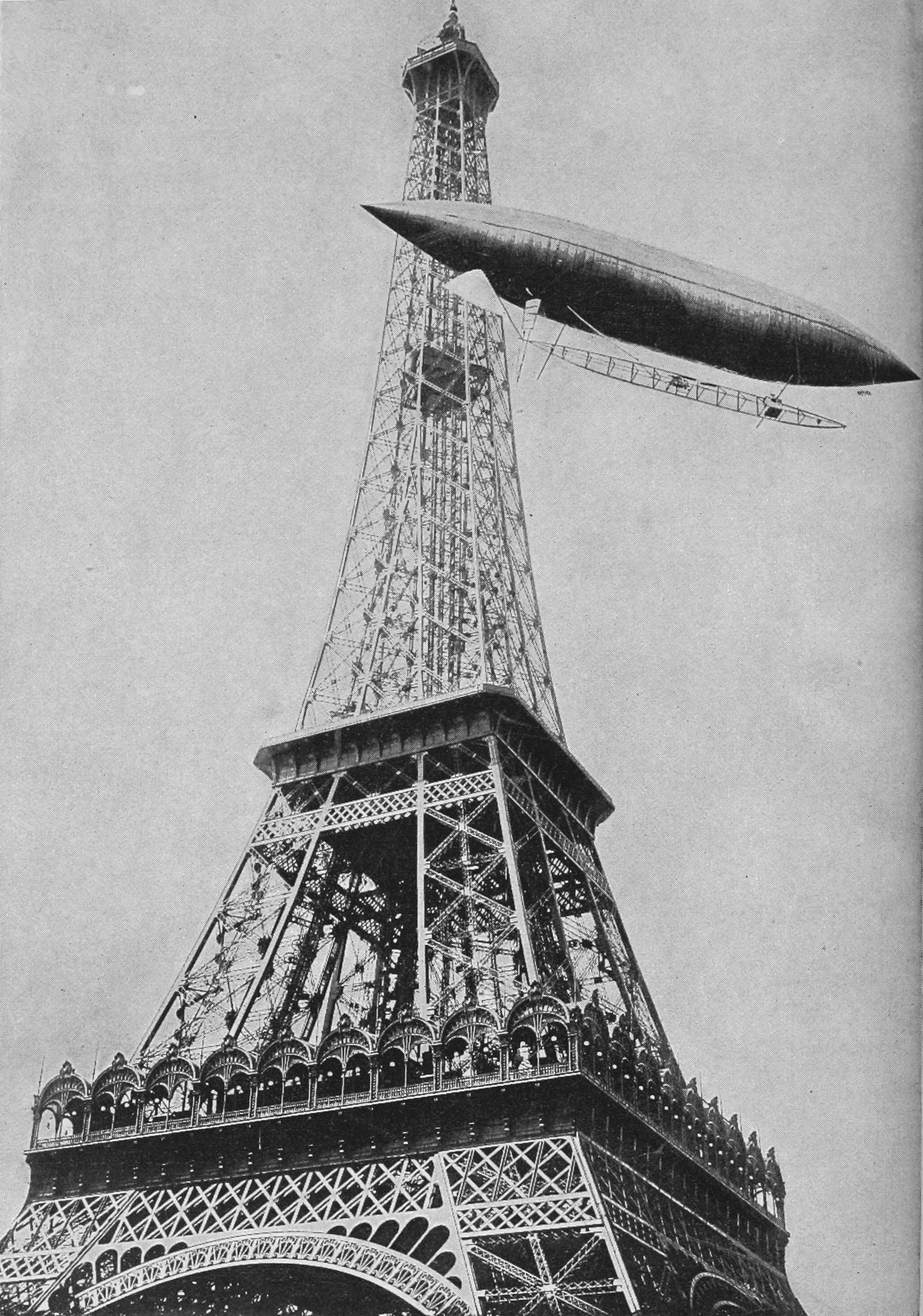
SD № 6, облітає Ейфелеву вежу 19 жовтня 1901

Досягнення в повітроплаванні зробили його знаменитим не тільки в Європі, але й в усьому світі. Здобувши ще кілька призів і став другом мільйонерів, піонерів авіації та членів королівських сімей. У 1903 році Аїда Д'Акоста Брекінрідж самостійно керувала дирижаблем Сантос-Дюмона, ставши першою у світі жінкою, що керувала дирижаблем. У 1904 році він відвідав США, і його запросили до Білого дому на зустріч із президентом США Теодором Рузвельтом. 
Сантос-Дюмон мав величезну популярність. Парижани дали йому прізвисько (фр. le petit Santos — малюк Сантос). Модники копіювали різні елементи стилю його одягу — від кольорових сорочок до панами. Дотепер він залишається народним героєм Бразилії.

## Апарати, важчі за повітря

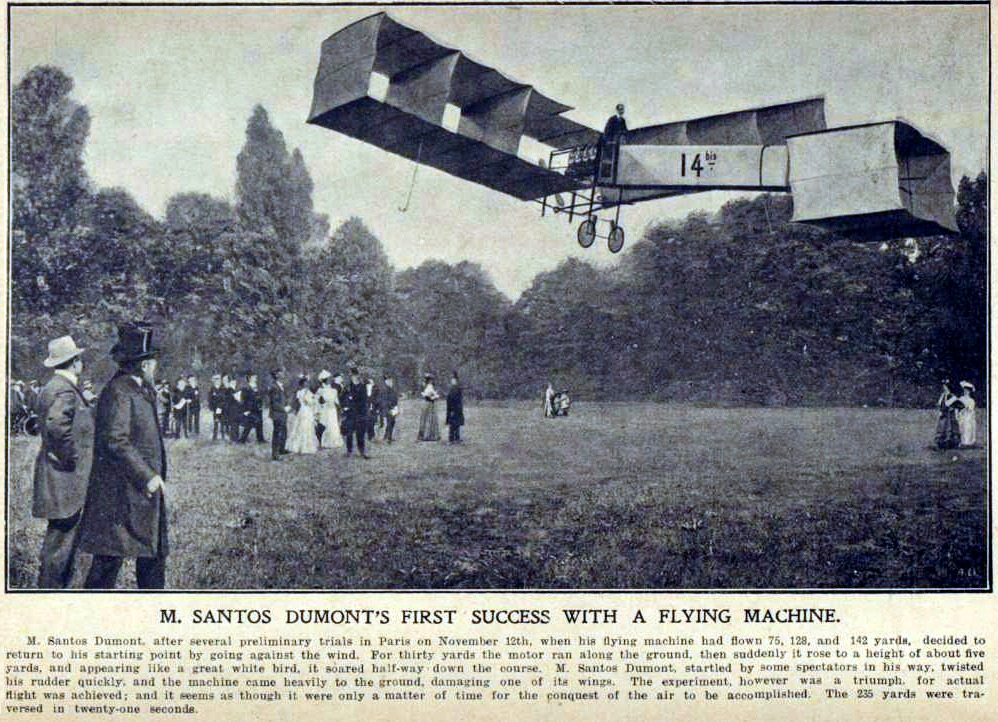
Перший світовий рекорд SD 14-біс 12 листопада 1906.

Хоча Сантос-Дюмон і далі працював над дирижаблями, невдовзі він почав працювати з апаратами, важчими за повітря. До 1905 року він завершив свій перший проєкт літака та гелікоптера. Головним його досягненням став політ на літаку 23 жовтня 1906 року, коли він підняв у повітря SD 14-біс перед багатьма свідками, та пролетів відстань 60 метрів на висоті двох-трьох метрів. Це був добре задокументований випадок, який підтвердив «Французький аероклуб» (фр. De France), як перший політ на апараті, важчому за повітря з двигуном в Європі, а також перший у світі політ літака, за яким спостерігала велика кількість людей. Літак здійнявся з незнімних шасі та з використанням тільки власного двигуна за спокійної погоди. Це стало доказом того, що апарат, важчий за повітря принципово може самостійно злітати. Виконавши цей політ, Сантос-Дюмон виграв «Приз Аршдекона», заснований французом Ернестом Аршдеконом у липні 1906, який вручали першому льотчику, який зміг пролетіти понад 25 метрів лише за допомогою власного двигуна.

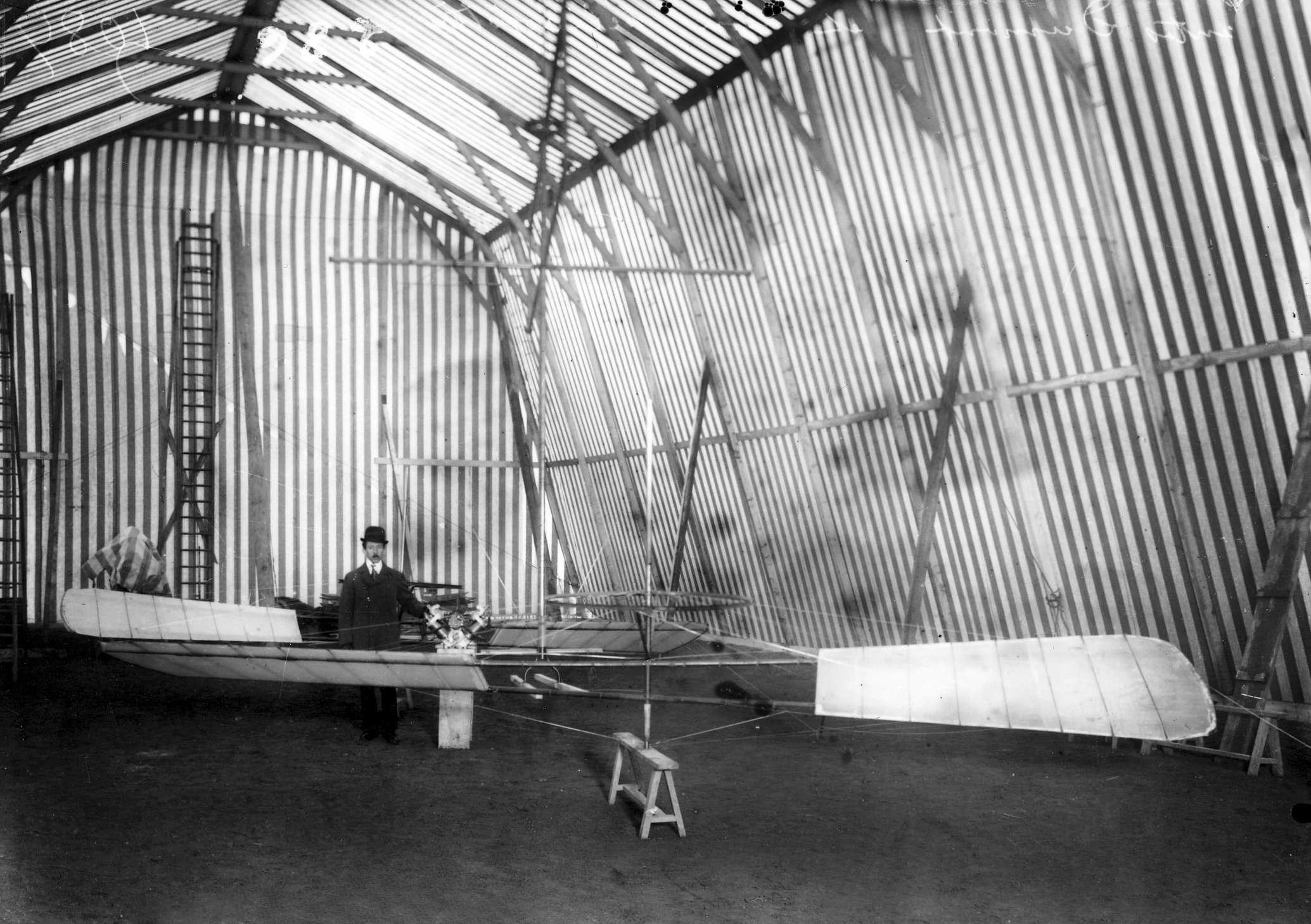
Вертоліт Сантос-Дюмона, 30 січня 1906

12 листопада 1906, Сантос-Дюмону вдалось встановити перший світовий рекорд, визнаний «Французьким аероклубом», пролетівши 220 метрів менш ніж за 22 секунди.
Сантос-Дюмон зробив значний внесок у конструкцію літака. Він вперше використав рухомі поверхні, попередники елеронів, між крилами, які дали змогу мати більшу бічну стабільність, ніж це давало крило SD 14-біс з позитивним кутом. Сантос-Дюмон також прагнув досягти суттєвого поліпшення співвідношення потужності двигуна до ваги, а також удосконалити технологію будівництва літаків.
Останнім проєктом Сантос-Дюмона був моноплан «Демуазель» (фр. «Demoiselle») (SD № 19—22). Сантос-Дюмон використовував цей літак як власний транспортний засіб. Він охоче дозволяв іншим копіювати його проєкт. Фюзеляж складався зі спеціального бамбукового лонжерону, а пілот сидів низько між головними колесами триколісного шасі. «Демуазель» керувався в польоті пристосуванням на хвості, яке функціонувало і як елеватор, і як кермо, а також перекосом крила (SD № 20).
Високоплан «Демуазель» мав розмах крила 5,10 м і довжину 8 м. Його вага становила трохи більше 110 кг разом з його винахідником. Пілот сидів нижче з'єднання крила з фюзеляжем, трохи позаду коліс, і керував хвостовими поверхнями, використовуючи штурвал. Троси, що підтримують крило, зроблені зі струн фортепіано. Спочатку Сантос-Дюмон установив двигун з рідинним охолодженням англ. «Dutheil & Chalmers» потужністю 15 кВт. Пізніше винахідник переніс двигун у нижче положення, помістивши його перед пілотом. Потім Сантос-Дюмон замінив двигун на «Antoniette» потужністю 18 кВт і дещо змінив конструкцію крила. Ця версія літака мала позначення SD № 20. Через те, що літак мав конструкційні недоліки, а потужність двигуна як і раніше була недостатня, Сантос-Дюмон постійно працював над поліпшенням «Демуазель». Він зробив трикутний укорочений фюзеляж з бамбука; двигун було перенесено в початкове положення, перед крилом, було збільшено розмах крила. Так було створено SD № 21. Конструкція SD № 22 була такою самою, як і SD № 21. Сантос-Дюмон випробував двигуни з опозитним циліндрами (він запатентував рішення охолодження цього виду двигуна) і водяним охолодженням, збільшивши потужність до 30 кВт у цих двох варіантах. Особливістю варіанту двигуна з водяним охолодженням був трубопровід з рідким холодоагентом, який проходив за крилом знизу, що сприяло поліпшенню аеродинаміки.
«Демуазель» було побудовано всього за п'ятнадцять днів. Літак показував чудові результати для свого часу, легко пролітаючи 200 м над землею на випробувальних польотах зі швидкістю 100 км/год. «Демуазель» став останнім літаком Сантос-Дюмона. Він літав на ньому в різний час у 1909 в Парижі, а також у його околицях. Серед його досягнень — перший міжнародний політ дальністю 8 км, з Сан-сира в Бук 13 вересня 1909 р., з поверненням наступного дня, і другий політ 17 вересня 1909 дальністю 18 км за 16 хвилин. «Демуазель» оснащено двоциліндровим двигуном, який був тоді популярним. Майбутній французький ас Першої світової війни Ролан Гаррос здійснив політ на ньому над парком Бельмонт у Нью-Йорку в 1910 р. У червневому номері 1910 року журналу Популярна механіка (Popular Mechanics) було опубліковано креслення «Демуазель» і підтверджувалося, що літак Сантос-Дюмона був краще за інших побудованих тоді. Літак рекомендували тим авіаторам-початківцям, які хотіли б досягти найкращих результатів у найліпший час з мінімумом витрат. Американські компанії продавали креслення й деталі «Демуазель» кілька років потому. Сантос-Дюмон був ентузіастом авіації й опублікував креслення «Демуазель» для вільного використання, вважаючи, що авіація стане головним напрямом прогресу людства. Клеман Баярд, автопромисловець, побудував кілька апаратів «Демуазель», які було продано за 50,000 франків.

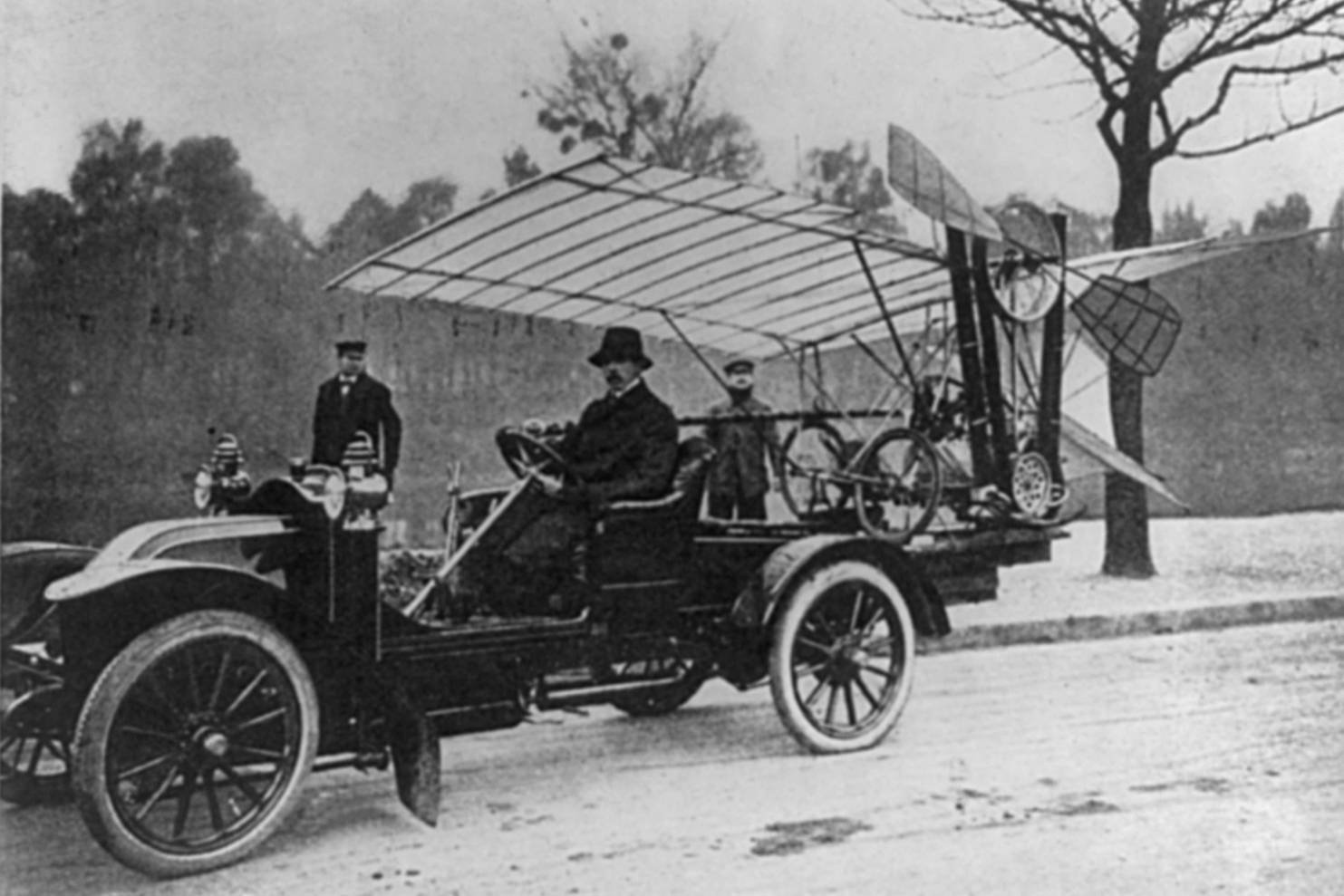
«Демуазель»
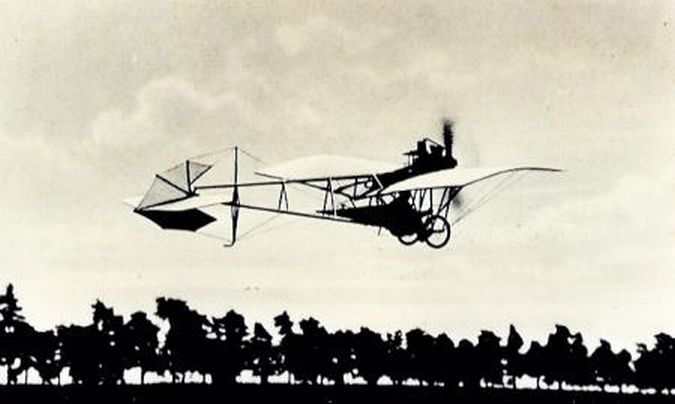
SD № 19
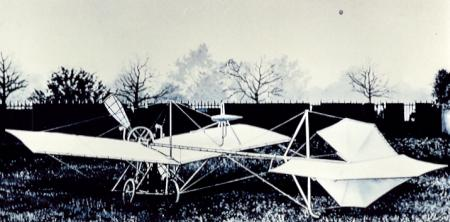
SD № 20
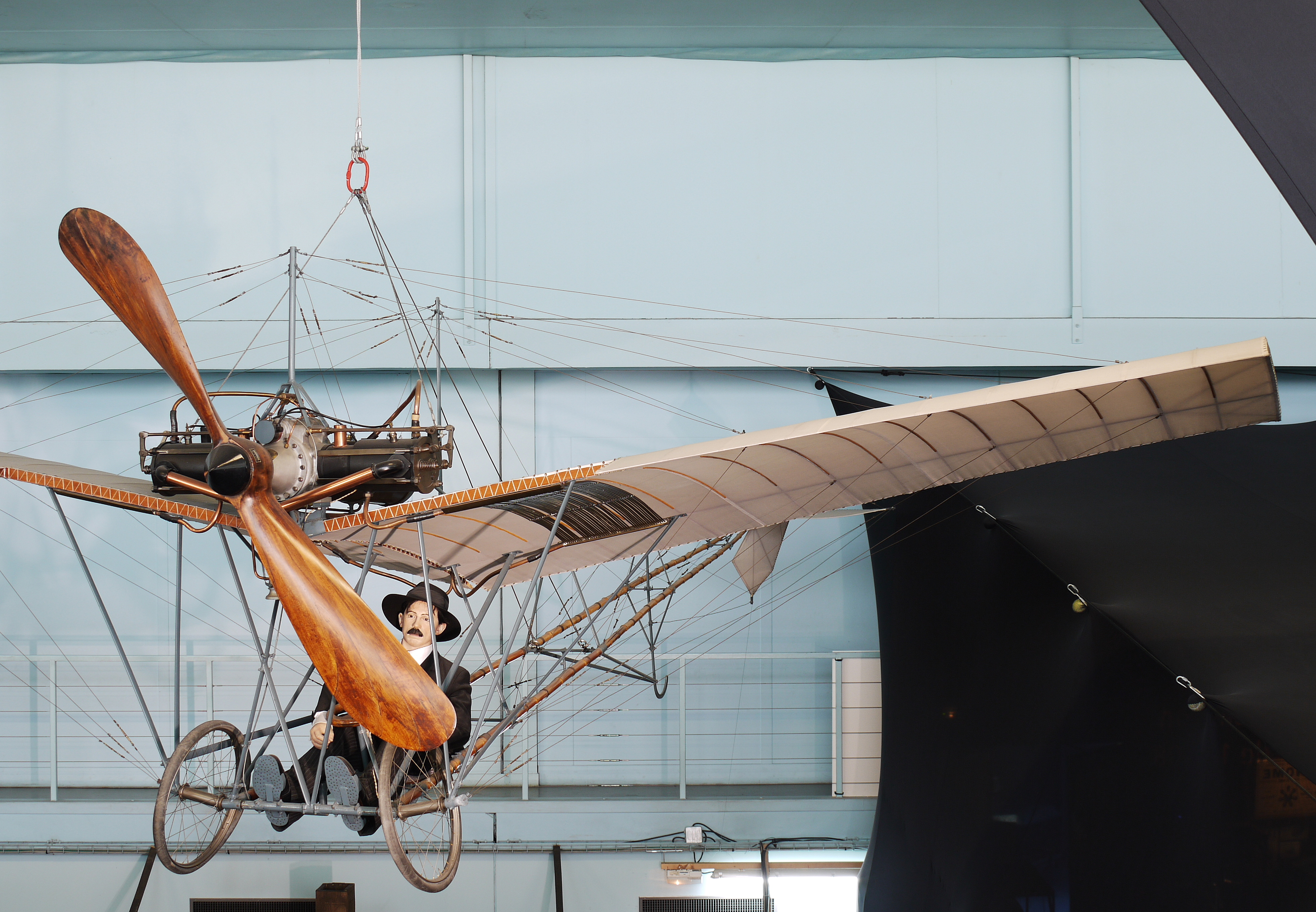
«Демуазель» у музеї

## Пізні роки

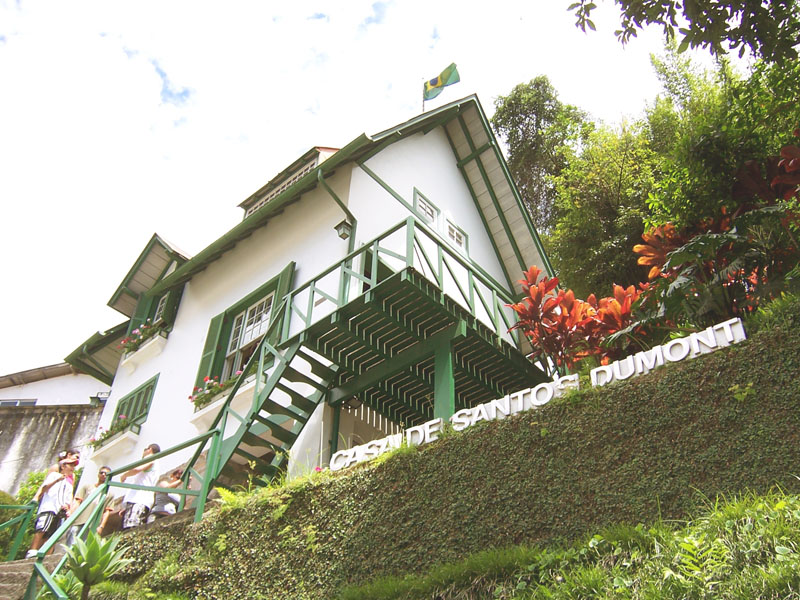
«A Encantada», будинок Сантос-Дюмона. Сходинки зовні будинку мають вирізи по черзі зліва і справа. Так легше підніматися.

Сантос-Дюмон і далі будував та пілотував літаки. Його останній політ у ролі пілота здійснено на «Демуазель» 4 січня 1910. Політ завершився авіакатастрофою. Проте її причини невідомі. Було кілька свідків цієї події, але вони не змогли описати пригоду.
Сантос-Дюмон тяжко захворів кілька місяців потому. У нього двоїлось в очах і він відчував запаморочення, що позбавило його можливості не тільки літати, а й ходити. Йому поставили діагноз розсіяний склероз. Сантос-Дюмон звільнив співробітників і закрив свою майстерню. Його хвороба скоро призвела до прогресивної депресії.
У 1911 Сантос-Дюмон переїхав з Парижа до моря під французьке село Бенервіль, де став досліджувати астрономію. Місцеві жителі, які не чули про його популярність та досягнення в Парижі, звернули увагу на його телескоп німецького виробництва і незвичайний акцент і тому прийняли його за німецького шпигуна, який ніби відстежував переміщення французького військового флоту. Зрештою через ці підозри Сантос-Дюмона заарештувала військова поліція. Унаслідок сильного стресу через хворобу він спалив усі свої папери, креслення й нотатки. Як наслідок небагато з оригінальної технічної документації Сантос-Дюмона збереглося дотепер.
У 1928 (за деякими джерелами в 1916) він залишив Францію, щоб повернутися на батьківщину, і більше ніколи не повертатися в Європу. Його повернення в Бразилію захмарено трагедією. Дванадцять членів бразильської наукової спільноти зафрахтували гідролітак, щоб привітати Сантос-Дюмона, який повертався на лайнері «Кап Аркона». Однак гідролітак зазнав аварії, і всі, хто був на борту, загинули. Ця катастрофа посилила депресію Сантос-Дюмона.
У Бразилії Сантос-Дюмон придбав маленьку ділянку на пагорбі в місті Петрополіс, у горах поблизу Ріо-де-Жанейро, і в 1918 збудував невеликий будинок, який згодом заповнився різними механізмами, зокрема гарячим душем власної розробки, що працював на спирті. Він мав звичку проводити літній час у цьому будинку, щоб уникнути спекотної погоди в Ріо-де-Жанейро. Свій будинок він назвав порт. «Encantada» (Зачарований), за назвою вулиці порт. «Rua do Encanto» (Зачарована вулиця).

## Особисте життя
Достовірно відомо, що Сантос-Дюмон мав прихильність до одруженої льотчиці, активістки офтальмології та феміністки кубино-американського походження, Аїди де Акоста. Вона — єдина людина, якій Сантос-Дюмон будь-коли дозволяв літати на своєму дирижаблі. Після польоту на дирижаблі Сантос-Дюмон № 9 вона, імовірно, стала першою пілотесою літального апарата з мотором і дирижабля зокрема. До кінця свого життя Сантос-Дюмон тримав її картку на своєму столі поруч із вазою свіжих квітів.

## Смерть
Хвороба прогресувала, розсіяний склероз і те, що літаки стали активно використовувати у військових цілях, дуже пригнічувало Сантос-Дюмона. Він скоїв самогубство, повісившись у місті Гуаружа, штат Сан-Паулу 23 липня 1932. Його поховано на цвинтарі Сан Джоан Батіста в Ріо-де-Жанейро. Установлено безліч пам'ятників Сантос-Дюмону, його будинок у Петрополісі є музеєм. Він ніколи не був одруженим і не мав відомих дітей.

## Пам'ять

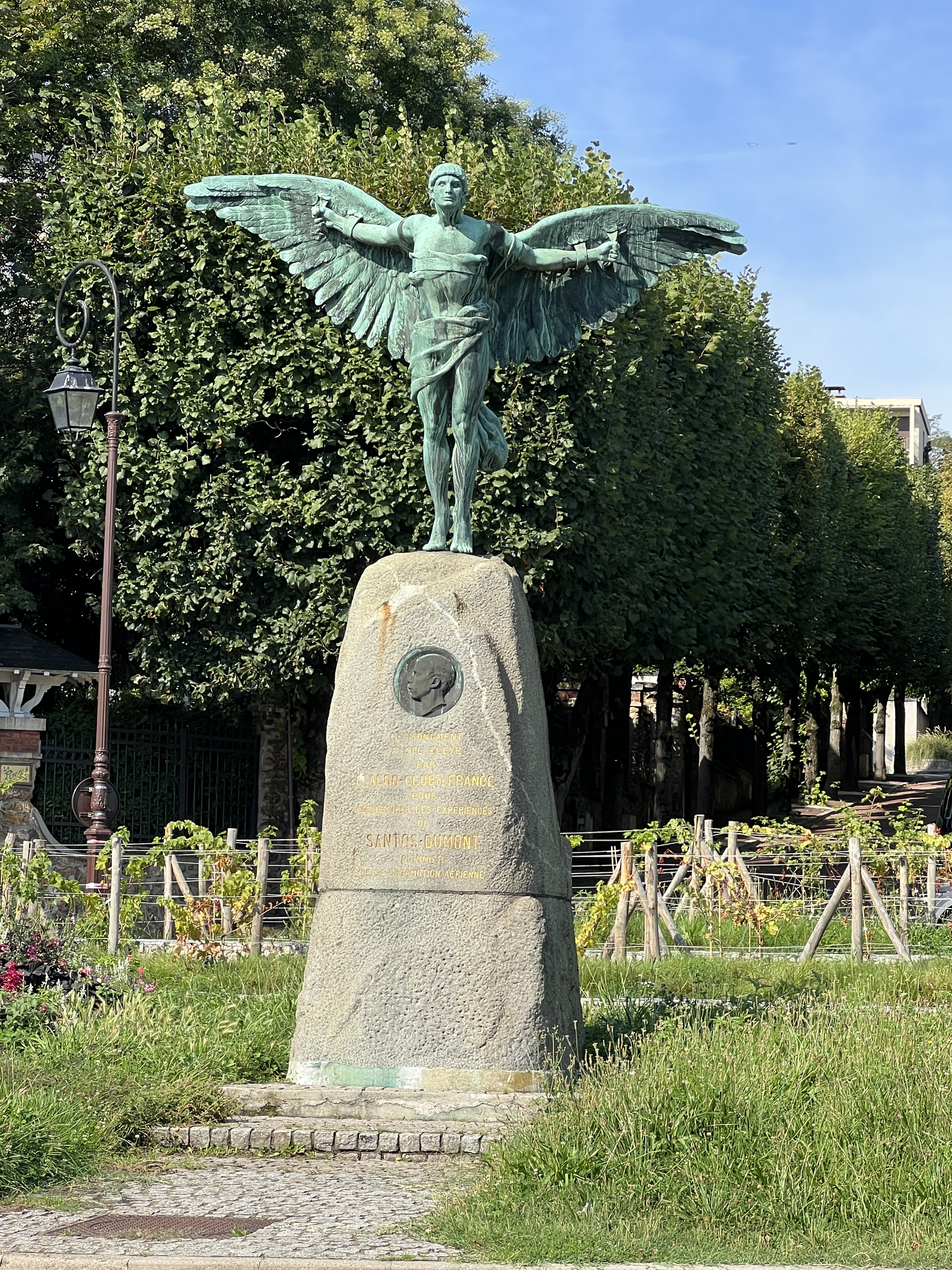
Пам'ятник Сантос-Дюмону, піонеру авіації

- Сантос-Дюмон (англ.)[en] — маленький ударний кратер на місяці, розташований у північній частині в місячних Апеннинах у східній частині Моря дощів.
- Ім'ям авіатора названо місто Сантос-Дюмон у штаті Мінас-Жерайс, Бразилія. Ферма Кабангу, де він народився, сьогодні перебуває на території міста. На його честь також названо групу приватних вищих навчальних закладів міста Faculdades Santos Dumont [Архівовано 21 травня 2022 у Wayback Machine.].
- Місто Дюмон у штаті Сан-Паулу біля Рібейран-Прету, також дістало назву через те, що тут з 1870 по 1890 були найбільші у світі плантації кави. Ферма належала батькові Сантос-Дюмона. Він продав її в 1896 британській компанії Dumont Coffee Company.
- Аеропорт, що обслуговує місцеві рейси, у Ріо-де-Жанейро також має його ім'я.
- Родовія Сантос Дюмон — шосе в штаті Сан-Паулу.
- Медаль Сантос-Дюмона вручає командування ВПС Бразилії за досягнення в авіації. Аналогічну медаль вручає уряд штату Мінас-Жерайс.
- Réseau Santos-Dumont — спільна мережа університетів Франції та Бразилії, почала роботу з рішення міністерств освіти обох країн у 1994 році, охоплює 26 університетів в обох країнах.
- Ліцей в Сен-Клу, Lycée Polyvalent Santos-Dumont, також названо на честь авіатора .
- Десятки тисяч вулиць, авеню, площ, шкіл, пам'ятників тощо мають ім'я національного героя Бразилії.
- Літак президента Бразилії, бортовий номер якого FAB2101, називається Альберто Сантос-Дюмон.